# Усадьба декабристов Поджио
Усадьба декабристов Иосифа и Александра Поджио — бывшая усадьба в селе Знаменское Торопецкого района Тверской области. Памятник архитектуры федерального значения.
Изначально усадьба принадлежала помещикам Челищевым, но в начале 19 века она перешла декабристу И. В. Поджио, женатому на Е. М. Челищевой. В Знаменском некоторое время после амнистии жил декабрист А. В. Поджио.
Усадьб в очень плохом состоянии. Все части усадебного комплекса — главный дом, флигель и парк — объявлены памятниками архитектуры федерального значения.